# Bolschewik (Osch)
Bolschewik (kirgisisch Большевик) ist ein Dorf im Oblus Osch (Kirgisistan) mit 3352 Einwohnern (Stand 2022). Es ist Teil des Rajon Ösgön.

## Geographie
Das Dorf liegt 27 km nordöstlich der Stadt Ösgön. Es liegt 77 km vom nächsten Bahnhof in Kara-Suu entfernt. Es liegt 1120 m über dem Meeresspiegel.

## Bevölkerung
| Jahr | Einwohner |
| ---- | --------- |
| 2009 | 02.541    |
| 2022 | 14.430    |